# Ryszard Rink
Ryszard Rink (ur. 14 lutego 1930, zm. 2 marca 2004) – polski inżynier mechanik. Absolwent Politechniki Wrocławskiej. Od 1994 profesor na Wydziale Mechanicznym Politechniki Wrocławskiej.

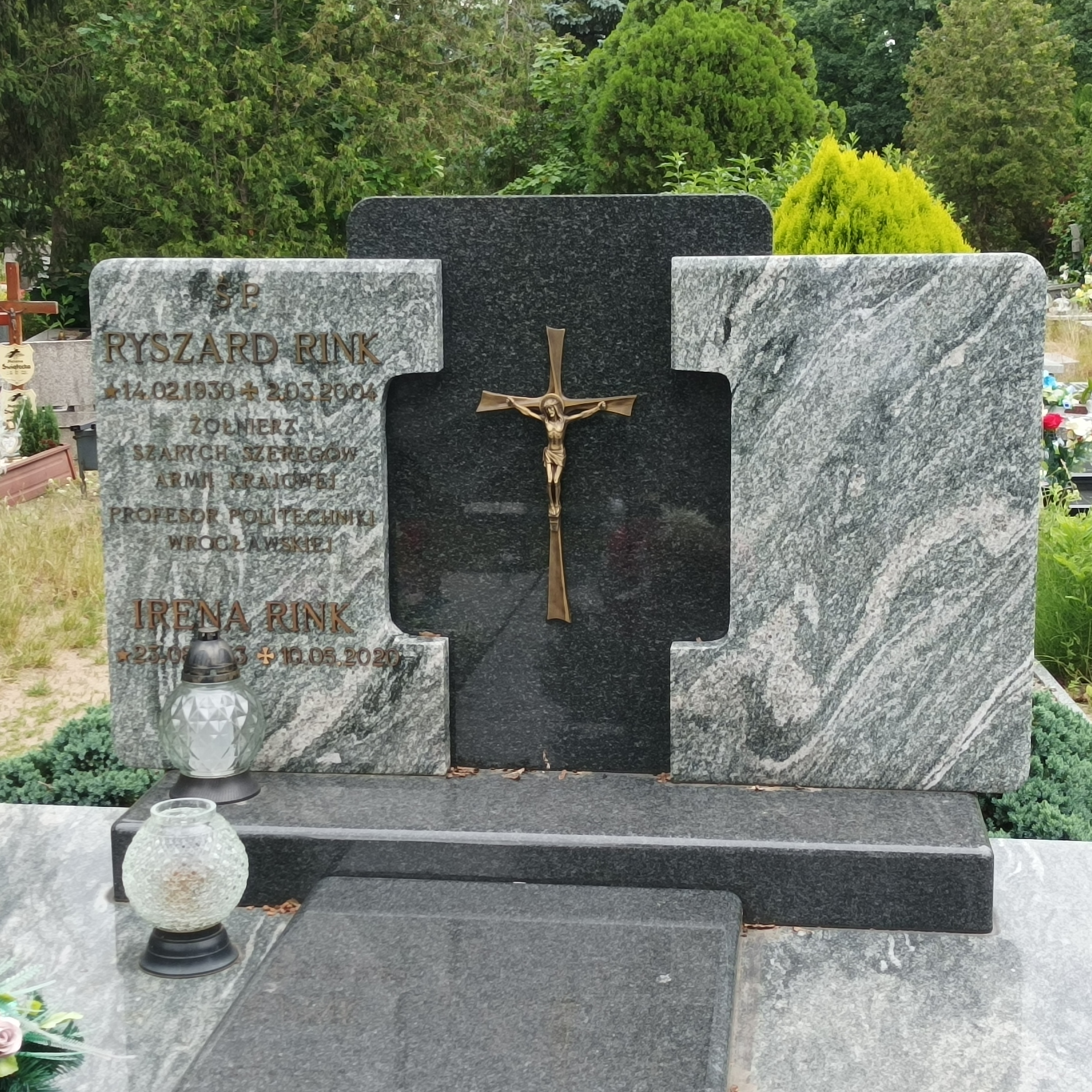
Grób prof. Ryszarda Rinka na Cmentarzu Świętej Rodziny we Wrocławiu